# Maria Magdalena Wardzinska
Maria Magdalena Wardzinska (* 1986 in Lębork, Polen) ist eine polnische Schauspielerin, Hörspiel- und Synchronsprecherin.

## Leben
Maria Magdalena Wardzinska wurde 1986 geboren. Sie wuchs in Hamburg auf und besuchte das Carl-von-Ossietzky-Gymnasium, wo sie im Schultheater mitwirkte.
Sie wurde zwischen 2007 und 2011 an der Hochschule für Schauspielkunst Ernst Busch in Berlin ausgebildet.
2009 hatte Wardzinska bei dem Film Dinosaurier – Gegen uns seht ihr alt aus! erstmals eine Rolle inne. 2013 stand sie in der Fernsehserie SOKO Wismar erstmals für das Fernsehen vor der Kamera. 2018 begann sie mit der Synchronisation.

## Filmografie
- 2009: Genau Gleich
- 2009: Dinosaurier – Gegen uns seht ihr alt aus!
- 2012: 9 ½
- 2013: SOKO Wismar (Fernsehserie, Folge 9x18)
- 2014: Der Verlust
- 2015: Sibel & Max (Fernsehserie, Folge 1x07)
- 2015: Lakoniker
- 2016: Familie Dr. Kleist (Fernsehserie, Folge 6x12)
- 2017: Morden im Norden (Fernsehserie, Folge 4x15)
- 2017: Ein Fall für zwei (Fernsehserie, Folge 37x02)
- 2018: Tatort (Fernsehserie, Folge 1x1051 Tatort: Im toten Winkel)
- 2018: Familie Bundschuh (Fernsehserie, Folge 1x03 Ihr seid natürlich eingeladen)
- 2018: Im toten Winkel
- 2019: Die Pfefferkörner (Fernsehserie, Folge 16x03)
- 2020: Jackpot (Fernsehfilm)
- 2021: Praxis mit Meerblick (Fernsehserie, Folge 1x10 Praxis mit Meerblick – Herzklopfen)
- 2021: Großstadtrevier (Fernsehserie, Folge 34x02)
- 2021: Wir bleiben Freunde (Fernsehfilm)
- 2021: Nord bei Nordwest (Fernsehserie, Folge 1x15 Nord bei Nordwest – Ho Ho Ho!)
- 2023: Hotel Mondial (Fernsehserie, Folge 2x07)
- 2023: Die stillen Mörder
- 2025: Ostfriesenfluch (Fernsehfilm)

## Hörspiele (Auswahl)
Die ARD-Hörspieldatenbank enthält (Stand: April 2024)für den Zeitraum von 2013 bis 2023 insgesamt 40 Datensätze, bei denen Maria Magdalena Wardzinska als Sprecherin geführt wird.
- 2013: Volker Präkelt: The Dark Side Of The Moon (Lynsey) – Komposition und Regie: Volker Präkelt (Original-Hörspiel – NDR)
- 2015: Mark Watson: Elf Leben (Matilda) – Regie: Irene Schuck (Hörspielbearbeitung – NDR)
- 2015: Bernd Gieseking: Frau Fledder und Herr Zitrone (Frau Fledder) – Regie: Christine Nagel (Originalhörspiel, Kinderhörspiel – HR)
- 2015: Joël Dicker: Die Wahrheit über den Fall Harry Quebert (3 Teile) (Zentrale) – Bearbeitung und Regie: Leonhard Koppelmann (Hörspielbearbeitung, Kriminalhörspiel – NDR)
- 2017: Jerzy Jurandot: Die Liebe sucht ein Zimmer (Stefcia) – Regie: Hans Helge Ott (Hörspielbearbeitung – RB)
- 2019: Michaela Karl: Ich blätterte gerade in der Vogue, da sprach mich der Führer an (Eva Braun/Virginia Cowles) – Bearbeitung und Regie: Eva Solloch (Hörspielbearbeitung – NDR)
- 2020: Siegfried Lenz: Der Überläufer (2 Teile) (Wanda) – Regie: Eva Solloch, Roman Neumann (Hörspielbearbeitung – NDR)
- 2021: Dirk Laucke: Radio-Tatort: Schlachten und Zerlegen (Justyna Pawlowska) – Regie: Stefan Kanis (Originalhörspiel, Kriminalhörspiel – MDR)
- 2023: F. Scott Fitzgerald: Der große Gatsby (2 Teile) (Mädchen 2) – Bearbeitung und Regie: Oliver Sturm (Hörspielbearbeitung – NDR)
- 2023: Avatar Frontiers of Pandora als weibliche Hauptstimme